# Конкон
Конкон (шп. Concón) је општина у Чилеу. По подацима са пописа из 2002. године број становника у месту је био 31.558.

## Демографија
| 2002.  |
| ------ |
| 31,558 |